# Nils Hultkrantz
Nils Gustaf Hultkrantz, född 24 april 1908 i Arvika, död 21 september 1993 på Lidingö, var en svensk friidrottare (höjdhopp). Han tävlade för Mariebergs IK. 
Hultkrantz utbildade sig till tandläkare och var tillsammans med sin maka Brita, född Arnberg (1909–2010), också tandläkare, verksam i Stockholm och bosatt i Lidingö. De är begravda på Lidingö kyrkogård.